# Heimyscus fumosus
Heimyscus fumosus је врста глодара из породице мишева (Muridae).

## Распрострањење
Ареал врсте покрива средњи број држава. Врста има станиште у Камеруну, Централноафричкој Републици, Републици Конго, ДР Конгу, Екваторијалној Гвинеји и Габону.

## Станиште
Станиште врсте су низијске шуме.

## Угроженост
Ова врста није угрожена, и наведена је као последња брига јер има широко распрострањење.